# 郭奇
郭奇（1913年—1972年），中国人民解放军将领、中国人民解放军开国少将。
1949年任陕南区党委宣传部长。曾任中国人民解放军军事学院政治经济学教授会主任。1936年加入中國共產黨，1955年，授予中国人民解放军少将。1972年離世，享年59歲。